# To Drive the Cold Winter Away
To Drive the Cold Winter Away er det andet studiealbum fra den canadiske singer-songwriter og instrumentalist Loreena McKennitt, der blev udgivet i 1987. Det hylder hendes barndomsminder med musik i vintersæsonen, hvoraf de mest levende "kom fra sange og salmer indspillet i kirker og store sale, rige med deres egen unikke stemning og tradition."
For at fange stemningen fra sine minder, sørgede McKennitt for sparsomme arrangementer, og fejrede skønheden ved enkelthed. Hun valgte også at bibeholde baggrundslydende fra optrædener i kirker og store sale:
- The Church of Our Lady i Guelph, Ontario, Canada
- Glenstal Abbey, et benediktinerkloster nær Limerick, Irland
- Annaghmakerrig (The Tyrone Guthrie Centre) i County Monaghan, Irland

## Spor
1. "In Praise of Christmas" (traditionel) – 6:06
2. "The Seasons" (traditionel) – 4:55
3. "The King" (traditionel) – 2:04
4. "Banquet Hall" (McKennitt) – 3:53
5. "Snow" (Archibald Lampman, McKennitt) – 5:35
6. "Balulalow" (traditionel) – 3:09
7. "Let Us the Infant Greet" (traditionel) – 3:46
8. "The Wexford Carol" (traditionel) – 6:07
9. "The Stockford Carol" (McKennitt) – 3:02
10. "Let All That Are to Mirth Inclined" (traditionel) – 6:52

Noter
- "The King" har vokal af Cedric Smith. Shannon Purves-Smith spiller Viola da gamba på to andre numre, mens alt andet er indspillet af McKennitt.
- "Snow" benytter ordene fra digtet af samme navn, skrevet af Archibald Lampman. Den blev inkluderet på et Windham Hill Records album med titlen Celtic Christmas (1995).